# The Man Who Sold the World (Lied)
The Man Who Sold the World ist ein Rocksong von David Bowie. Es ist der Titelsong seines dritten Albums, das im November 1970 in den USA und im April 1971 in Großbritannien veröffentlicht wurde.

## Musik
Die ursprüngliche Version ist ein Midtempo-Folk-Rock- bzw. Psychedelic-Rock-Lied, instrumentiert mit Orgel und einer leicht verzerrten E-Gitarre. Der Song wurde später von Bowie überarbeitet und mit atmosphärischen Synthesizer-Einsätzen, einer neuen Basslinie und Techno-ähnlichen Drums versehen und spiegelte so eine deutlich dunklere Stimmung wider. Diese Version wurde auf seinen Konzerten von 1995 bis 1997 gespielt, einschließlich der MTV Europe Music Awards 1995. In den 2000er-Jahren kehrte Bowie zur ursprünglichen Version zurück.

## Entstehung und Text
The Man Who Sold the World wurde im April und Mai 1970 mit Produzent Tony Visconti in den Trident Studios und den Advision Studios in London aufgenommen. Der Songtext stellt laut Bowie einen Versuch dar, seine Gefühle als Jugendlicher zu beschreiben. Er ist teilweise vom Gedicht Antigonish von William Hughes Mearns beeinflusst. Bowie sagte dazu in einem BBC-Interview:

„Ich denke, ich habe es geschrieben, weil es einen Teil von mir gab, nach dem ich suchte. Vielleicht fühle ich mich jetzt wohler mit der Art, wie ich mein Leben und meinen mentalen Zustand lebe [lacht] und meinen spirituellen Zustand, wie auch immer, vielleicht gibt es jetzt eine Art Einheit. Dieses Lied war für mich immer ein Beispiel dafür, wie du dich fühlst, wenn du jung bist, wenn du weißt, dass es ein Stück von dir gibt, das du noch nicht wirklich zusammengefügt hast. Du hast diese großartige Suche, dieses große Bedürfnis herauszufinden, wer du wirklich bist.“

## Rezeption
Die Bowie-Version wurde zur Zeit der Albumveröffentlichung nicht als Single ausgekoppelt. Der Song erreichte trotzdem später die Charts in Belgien (Platz 40) und Frankreich (Platz 61). Am 29. Juni 1973 erschien auch bei RCA Victor in Australien eine Single, im selben Jahr auch in Portugal. Der Song erschien auf diversen Kompilationen, unter anderem auch auf Bowies Best-of-Album von 2002, Best of Bowie.

## Coverversionen
Der Song wurde von einer Reihe anderer Künstler gecovert, so von Lulu, die damit 1974 unter anderem Platz drei in Großbritannien, Platz 13 in Deutschland und Platz zehn in den Niederlanden erreichte. Weithin bekannt wurde auch die Live-Version von Nirvana für die MTV Unplugged-Reihe aus dem Jahr 1993, die dann 1994 auf dem Album MTV Unplugged in New York erschien. Auch diese war keine Single, erreichte aber die Charts in Belgien (Platz 40) und Frankreich (Platz 149). In Polen erreichte sie Platz eins, in Kanada Platz 22.
Weitere Versionen existieren unter anderem von:
- Midge Ure
- Simple Minds
- Charlie Pollack (Musical Lazarus)
- Laurence Revey

## Auszeichnungen für Musikverkäufe
David Bowie

| Land/Region                  | Auszeichnungen für Musikverkäufe (Land/Region, Auszeichnung, Verkäufe) | Verkäufe |
| ---------------------------- | ---------------------------------------------------------------------- | -------- |
| Vereinigtes Königreich (BPI) | Silber                                                                 | 200.000  |
| Insgesamt                    | 1× Silber ·                                                            | 200.000  |

Hauptartikel: David Bowie/Auszeichnungen für Musikverkäufe
Nirvana

| Land/Region                  | Auszeichnungen für Musikverkäufe (Land/Region, Auszeichnung, Verkäufe) | Verkäufe |
| ---------------------------- | ---------------------------------------------------------------------- | -------- |
| Australien (ARIA)            | 2× Platin                                                              | 140.000  |
| Brasilien (PMB)              | Gold                                                                   | 30.000   |
| Italien (FIMI)               | Gold                                                                   | 50.000   |
| Neuseeland (RMNZ)            | Platin                                                                 | 30.000   |
| Spanien (Promusicae)         | Gold                                                                   | 30.000   |
| Vereinigtes Königreich (BPI) | Gold                                                                   | 400.000  |
| Insgesamt                    | 4× Gold · 3× Platin ·                                                  | 680.000  |

Hauptartikel: Nirvana (US-amerikanische Band)/Auszeichnungen für Musikverkäufe